# Roland Sallai
Roland Sallai (* 22. května 1997 Budapešť) je maďarský profesionální fotbalista, který hraje na pozici křídelníka za německý klub SC Freiburg a za maďarský národní tým.

## Klubová kariéra
Sallai je odchovancem maďarského klubu Puskás Akadémia FC a v maďarské nejvyšší soutěži debutoval v sezóně 2014/15 ve věku 17 let a rychle se etabloval v základní sestavě. Sezónu 2016/17 strávil na hostování v Serii A, nastoupil do 21 prvoligových zápasů v dresu Palerma.
V létě 2017 přestoupil Sallai do kyperského klubu APOEL Nikósie, v jehož dresu si zahrál i v základní skupině Ligy mistrů proti Realu Madrid, Borussii Dortmund a Tottenhamu Hotspur. Ve své jediné sezóně na Kypru vstřelil 10 branek a přidal 6 asistencí ve 42 soutěžních zápasech.
Dne 31. srpna 2018 podepsal Sallai čtyřletou smlouvu s bundesligovým klubem SC Freiburg, který za něj zaplatil 4,5 milionu eur. V německé nejvyšší soutěži debutoval 22. září a gólem pomohl k výhře 3:1 nad Wolfsburgem. Krátce poté, co se prosadil do základní sestavy Freiburgu, si Sallai poranil stehenní svaly a na hřiště se vrátil až o pět měsíců později.

## Reprezentační kariéra
Sallai si odbyl svůj reprezentační debut 20. května 2016 v přátelském zápase proti Pobřeží slonoviny v Groupama Areně v Budapešti.
V červnu 2021 byl Sallai nominován na závěrečný turnaj Euro 2020. Na turnaji nastoupil do všech tří zápasů Maďarska v základní skupině, asistoval na branku Attily Fioly při remíze 1:1 s Francií a přihrál i Ádámovi Szalaiovi na úvodní branku zápasu proti Německu (remíza 2:2).
Dne 14. května 2024 byl Sallai zařazen do maďarského týmu pro EURO 2024.